# 등매초등학교
등매초등학교는 대한민국 강원특별자치도 평창군 봉평면 금당계곡로 1761 (유포리)에 있었던 초등학교이다.

## 연혁
- 1949년 4월 1일 유포국민학교 등매지분교장으로 인가
- 1953년 4월 3일 등매지국민학교 설립인가
- 1982년 3월 1일 유포분교장 편입
- 1996년 3월 1일 등매초등학교로 교명 변경
- 1997년 3월 1일 유포분교장 통폐합
- 1999년 9월 1일 폐교 (장평초등학교로 통합)